# کشتار با اره‌برقی در تگزاس (فرنچایز)
کشتار با اره‌برقی در تگزاس (به انگلیسی: The Texas Chainsaw Massacre) یک مجموعه فیلم‌های ترسناک آمریکایی که از نه فیلم در سبک اسلشر، کمیک و یک بازی ویدیویی اقتباسی از فیلم اصلی (کشتار با اره‌برقی در تگزاس) تشکیل شده‌است.این سری‌فیلم‌ها بر روی قاتل ولگردی آدمخوار با صورت‌چرمی و خانواده‌اش تمرکز دارد که مردم ناآگاه را که از قلمرو خود در حومه متروک تگزاس به وحشت می‌اندازند، معمولاً آنها را می‌کشند و متعاقباً آنها را می‌پزند. فیلم اصلی در سال ۱۹۷۴ به کارگردانی، نویسندگی و تهیه‌کنندگی توبی هوپر منتشر شد.

## سری‌های اصلی

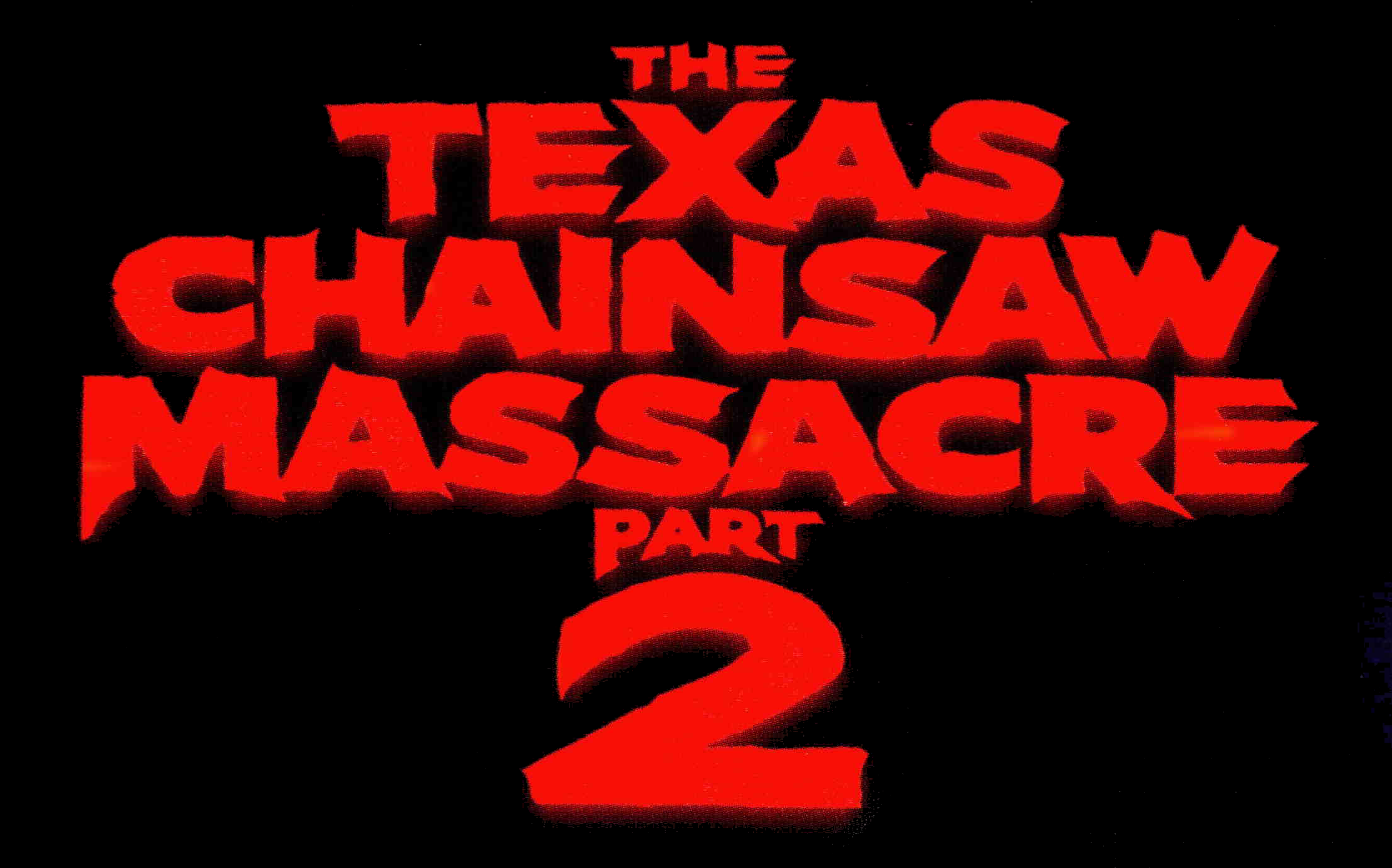
پوستر فیلم کشتار با اره برقی در تگزاس ۲

### کشتار با اره‌برقی در تگزاس
سالی هاردستی، برادر افسرده او فرانکلین و دوستانشان، جری، کرک و پم از قبر پدربزرگ هاردستیز دیدن می‌کنند تا گزارش‌های خرابکاری و سرقت قبر را بررسی کنند. پس از آن، تصمیم می‌گیرند که از خانه قدیمی خانواده هاردستی دیدن کنند. در طول راه، یک اتومبیلرانی را انتخاب می‌کنند که در مورد خانواده‌اش که در کشتارگاه قدیمی کار می‌کردند صحبت می‌کند. او چاقوی جیبی فرانکلین را قرض می‌گیرد و خودش را می‌برد، سپس یک عکس پولاروید از فرانکلین می‌گیرد که برای آن پول می‌خواهد. هنگامی که آنها از پرداخت پول امتناع می‌کنند، او عکس را می‌سوزاند و بازوی چپ فرانکلین را با تیغ صاف می‌برد. گروه او را از وانت بیرون کرده و به مسیر خود ادامه می‌دهند. آنها برای پر کردن مجدد وسیله نقلیه خود در یک پمپ بنزین متوقف می‌شوند، اما صاحب‌خانه به آنها می‌گوید که پمپ‌ها خالی هستند.
آنها پس از تحویل سوخت به پمپ بنزین، به سمت خانه حرکت می‌کنند. بعد از رسیدن، فرانکلین در مورد چاله شنای محلی به کرک و پم می‌گوید و زن و شوهر برای پیدا کردن محل شنا او را ترک می‌کنند. آنها یک خانه را می‌ببیند و کرک از در قفل شده وارد خانه می‌شود، در حالی که پم بیرون منتظر مانده‌است. چرم، یک مرد لال درشت هیکل که ماسکی از پوست انسان ساخته، ناگهان در مقابلش ظاهر شده و کرک را با چکش می‌کشد. پس از مدت کوتاهی پم وارد آن خانه شده و با اتاقی پر از مبلمان ساخته شده از استخوان انسان مواجه می‌شود. او تصمیم به فرار می‌گیرد، اما صورت چرمی اجازه این کار را نداده و او را روی یک قایق حلقوی چرخ می‌کند. جری بیرون می‌رود تا در غروب آفتاب پم و کرک را پیدا کند. او خانه را پیدا کرده و پام را که هنوز زنده است درون یک فریزر پیدا می‌کند. اما قبل از اینکه واکنشی نشان بدهد، صورت چرمی او را می‌کشد.

### کشتار با اره‌برقی در تگزاس ۲
نکات زیادی هستند که وجه تمایز این دنباله با دیگر فیلم‌های ترسناک هم ردیف و هم‌زمان به‌شمار می ایند؛ مثلاً در اواسط دهه ۸۰ فیلم‌های ترسناک به فیلم‌های اسلشر بی‌ارزشی تبدیل شده بودند که هرکدام که درصد خون و خون‌ریزی اش بیشتر بود بیشتر مورد توجه قرار می‌گرفت و به دلیل متفاوت بودن قسمت دوم کشتار با… با این جور فیلم‌ها بود که باعث شد مورد توجه خاص قرار نگیرند.
بعد از اینکه سالی هاردستی، تنها بازمانده کشت و کشتار قسمت اول از دست صورت چرمی جان سالم بدر می‌برد به دلیل فشارهای روانی شدید به آسایشگاه روانی‌ها منتقل می‌شود و پلیس هم اگرچه حرف‌های سالی رو می‌پذیرد اما وقتی به خانه صورت چرمی می‌آید هیچ مدرکی را دال بر کشت و کشتارهای فجیع نقل شده توسط سالی بدست نمی‌آورد… به هر حال پرونده متوقف می‌شود تا۱۳ سال بعد که ماجرا از اینجا شروع می‌شود که وانیتا بلاک که یک ستاره دی جی در موسیقی است در حال اجرای برنامه رادیوئی است که دو آدم تبهکار به او زنگ می‌زنند و شروع به دردسر درست کردن می‌کنند. اما ناگهان این دو تبهکار توسط صورت چرمی گیر می‌افتند و با همان اره برقی معروف سلاخی می‌شوند و این درحالیه که وانیتا از پشت تلفن صدای تمنا و فریادآنهارا رو هنگام کشته شدن می‌شوند. برای روشن شدن موضوع و دستگیری صورت چرمی، کلانتر محلی به وانیتا پیشنهاد می‌دهد که صدای ضبط شده از عربده‌های این دو نفر از رادیو پخش بشود تا صورت چرمی با شنیدنش خودش رانشان بدهد…

### صورت‌چرمی: کشتار با اره‌برقی در تگزاس ۳
کشتار با اره برقی ۳ پیگیری دو کار قبلی است. در این قسمت جف بور کارگردان و میهایلف در نقش صورت چرمی ایفا شد. در این زمان این تصور شد که چندید مجموعه توسط خط جدید تولید شده‌است. به‌هرحال، آن یک موفقیت نبودوحق رأی تراشیده شد. قسمت سوم بیشترین نتیجه ترس را در این مجموعه داشت اما فیلم تنها در نگارش نبریده شد و سرانجام در سال ۲۰۰۳ میلادی روی DVD آمد. پس از از اکران بسیاری این پارت را بسیار نا امید کننده توصیف کردند .

### کشتار با اره‌برقی در تگزاس: نسل بعدی
نتیجه «کشتار با اره برقی ۱۹۷۴» اصلی «کشتار با اره برقی:نسل بعد» است. آن اکثر نتیجه حوادث قبلی را نادیده می‌گیرد چنانچه آن ۲۰ سال بعد از فیلم اصلی را مقداری بلند می‌کند. این بعضی اوقات توسط بازسازان سینما تصور شده‌است. ادامه داستان نسخه اصلی در این فیلم است که چه اتفاقاتی می‌افتد؟!

## سری‌های بازسازی شده

### کشتار با اره‌برقی در تگزاس (فیلم ۲۰۰۳)
این فیلم همان نسخه اولیه فیلم است که با اندکی تغییرات بازسازی شده.
۸ اوت ۱۹۳۷، پنج جوان بزرگ - ارین، دوست پسرش کمپر و دوستانشان مورگان، اندی و پپر - پس از سفر به مکزیک برای خرید ماری جوانا، در حال رفتن به کنسرت گروه اتومبیلرانی بودند. در حین رانندگی از طریق تگزاس، گروه یک اتومبیلرانی را که مضطرب و به شدت آسیب دیده‌است و می‌بینند در وسط جاده قدم می‌زند، برمی‌دارد. بعد از اینکه آنها سعی کردند با اتومبیلرانی که به‌طور نامنسجم در مورد " یک مرد بد " صحبت می‌کند صحبت کنند، او یک هفت تیر سنگین را از بین پاهایش بیرون می‌کشد و به دهان خود شلیک می‌کند.
این گروه برای تماس با پلیس به یک ناهارخوری نزدیک می‌روند، جایی که زنی به نام لودا مای به آنها می‌گوید که با کلانتر هویت در آسیاب ملاقات کنید. در عوض، آنها پسر جوانی به نام جدیدیا پیدا می‌کنند که به آنها می‌گوید هویت در خانه است و مست می‌شود. ارین و کمپر برای یافتن خانه او از میان جنگل‌ها عبور می‌کنند و مورگان، اندی و پپر را نزد جدیدیا در آسیاب می‌گذارند. آنها با یک خانه مزارع روبرو می‌شوند و ارین توسط یک قطع عضو به نام مونتی اجازه می‌یابد تا در داخل خانه خواستار کمک شود. کمپر به دنبال ارین می‌رود و توسط توماس هویت، معروف به " صورت چرمی "، با پتک کشته می‌شود و بدن خود را برای ساختن ماسک جدید به زیرزمین می‌کشد.
در همین حین، هویت به آسیاب می‌رسد، و بدن جسد را از بین می‌برد.

### کشتار با اره‌برقی در تگزاس: سرآغاز(فیلم ۲۰۰۶)
این فیلم داستان سرنوشت صورت چرمی است که در واقع ماجراش قبل از فیلم ۲۰۰۳ است. بسیاری از منتقدان این پارت را منزجر کننده ترین سری از این کالکشن دانسته ند که سکانس ها ناهنجارانه و دلهره آور  زیادی دارد 
مردی به نام پاپا هویت در یک سلاخ خانه کودکی دفرمه را پیدا می‌کند و او را به فرزند خواندگی خویش پذیرفته و نام او را توماس می‌گذارد. سی سال بعد این کودک تبدیل به مرد جوان و بد هیبتی می‌شود که با یک ماسک چرمی صورت خود را می‌پوشاند. در ادامه توماس به سلاخ خانه می‌رود و بدون هیچ دلیلی صاحب آنجا را بقتل رسانده و یک اره برقی را به عنوان سلاح خود بدست می‌آورد. کلانتر توماس را پیدا می‌کند اما زمانی‌که می‌خواهد او را دستگیر کند پاپا هویت کلانتر را با شلیک گلوله از پا درمی‌آورد. آن‌ها اجساد را بخانه آورده و گوشت آن‌ها را به همراه دیگر اعضای خانواده برای شام می‌خورند. در ادامه دو جوان به اسامی اریک و دین به همراه دوست دخترانشان عازم یک سفر جاده‌ای در تگزاس می‌شوند اما در بین راه اتومبیل آن‌ها تصادف می‌کند. کلانتر محل بسراغ آن‌ها می‌آید تا آن‌ها را به خانه خود ببرد اما این کلانتر کسی جز پاپا هویت نیست و در خانه نیز صورت چرمی انتظار این قربانیان را می‌کشد…

### کشتار با اره‌برقی در تگزاس سه‌بعدی(فیلم ۲۰۱۳)
جان لوسنهاپ کارگردان این فیلم پررمز و راز است که آن را براساس فیلم‌نامه‌ای از آدام مارکوس ساخته و بازیگر مطرحی را در نقش‌های اصلی خود ندارد. قصه این فیلم دربارهٔ سفر زن جوانی به شهر تگزاس است. هدف او جمع‌آوری ارثی است که به او رسیده‌است. اما این جوان بخت برگشته، خبر ندارد که رودرویی و درگیری با قاتل زنجیره‌ای (مسلح به اره برقی) شهر تگزاس، بخشی از چیزی است که در این شهر انتظارش را می‌کشد.. اما بعد متوجه می‌شود که قاتل زنجیره‌ای با او نسبت خونی دارد و باید با هم نسل این خانواده بدنام و قاتل را ادامه دهند

### صورت‌چرمی (فیلم ۲۰۱۷)
این فیلم که با کارگردانی: الکساندر بوستیلو در سال۲۰۱۷ بر روی پرده سینما رفت که این فیلم به سرگذشت و نحوه تبدیل شدن صورت چرمی به یک قاتل سریالی را نشان می‌دهد و سال ها قبل نسخه اول را نشان میدهد ، خانواده ای با رسوم دیواره وار و ناهنجار که باعث القای حس وصف نشدنی به مخاطب می شود.

### کشتار با اره‌برقی در تگزاس (فیلم ۲۰۲۲)
این سری از کالکشتن کشتار با اره برقی در تگزاس ، در 55 سالگی لیثر فیس (مارک بارهام) جریان دارد 
  چند دوست با نام های لیلا (الیز فیشر) ملودی (سارا یارکین) و دانته(جکوب لتیمور) و ... که زمین های اطراف شهرکی بانام هارلو در حوالی تگزاس را خریداری کردند و تصمیم دارند رو آن سرمایه گذاری کنند 
در هنگام ورود به هارلو آنها متوجه یتیمخانه ای با پرچمی نا ماءنوس می شوند پس از ورود دانته برای کندن پرچم به یتیمخانه پیرزنی بیمار وارد فیلم میشود او به آنها هشدار میدهد که یتیمخانه مال اوست  و ملکش را به کسی نفروخته
اما ملودی و دانته حرفش را نمیپذیرند و با پلیس تماس میگیرند ، وقتی پلیس ها سعی در هدایت او به سمت ماشین داشتند پیرزن سکته میکند و پسرش یعنی لیثر فیس او را در ماشین پلیس که همراهی می کند
(در اینجا متوجه میشویم که پیرزن مادر ش نیست و احتمالا طبق پارت 2013 دختر عموی او  است )، در میانه های راه پیرزن دوباره سکته میکند و مرگ او و همینطور خشم صورت چرمی آغازی است برای
انتقامی خون بار و بزرگ از قاتلان دختر عمویش
انتقام او از کشتار در ماشین پلیس آغاز میشود او به یتمخانه میرود و  اسباب قدیمی اش و سلاح مورد علاقه خود یعنی اره برقی را از پشت دیوار که از قبل مخفی شده بود بر داشته و با قتل یکی از همسایگانش و ساخت ماسکی جدید و گرم
و ورود ده ها گردشگر کشتار بزرگی به راه می اندازد که فیلم را تا بالا ترین نقطه هیجان ممکن  پیش میبرد نکته قابل اشاره دیگر حضور دختری که در کالکشن اول این فیلم نجات یافته بود برای انتقام از دوستانش است در سکانس های پایانی فیلم
و بعد از اینکه کاری از دستش بر نیامده بود به یکی از دو بازمانده یعنی  لیلا توصیه میکند که یا کشته شود یا اورا بکشد زیرا صورت چرمی تا آخر عمر روح و روانش را ترک نمی کند لیلا و خواهرش به طور شگفت آوری اره برقی لیثر فیس
را میگیرند و  اورا به دورن استخری می اندازند با گمان اینکه او را کشته اند اما ماجرا طور دیگری پیش می رود او زنده است و اثر همیشگی خودش رو روی مخاطب میگذارد و لحظه آخر با بریدن سر ملودی و نشان دادن آن به لیلا در ماشین سکانس فراموش نشدنی خلق میکند و عادت این کالکشن یعنی شکست نا پذیری او را  را تغییر نمیدهد